# 海豚花
海豚花（学名：Streptocarpus saxorum）是苦苣苔科海角櫻草屬多年生草本植物，原产肯尼亚及坦桑尼亚。别名直立菫兰。种加词意思是“岩石的”，因此又叫做岩海角苣苔。

## 图库

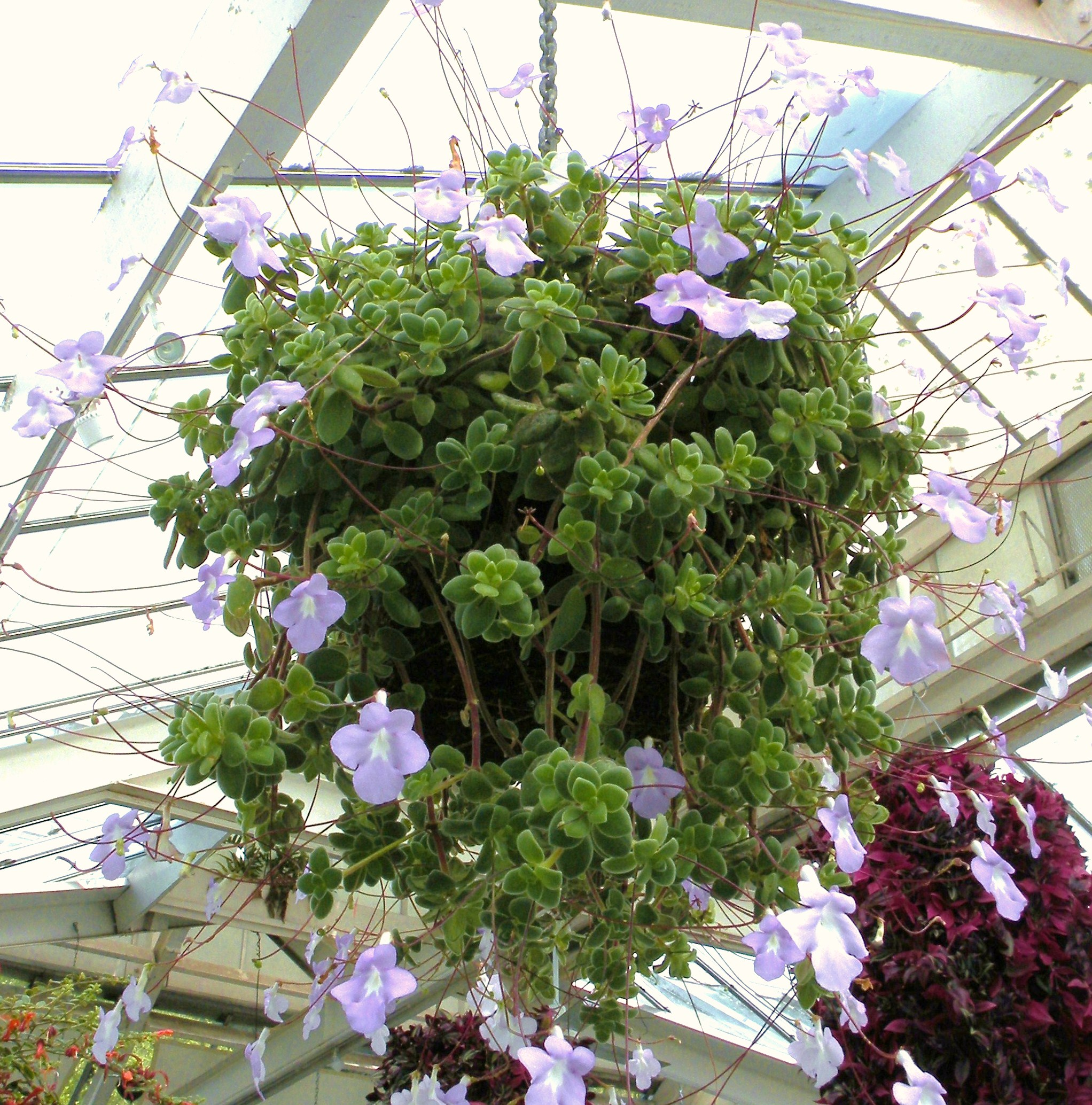
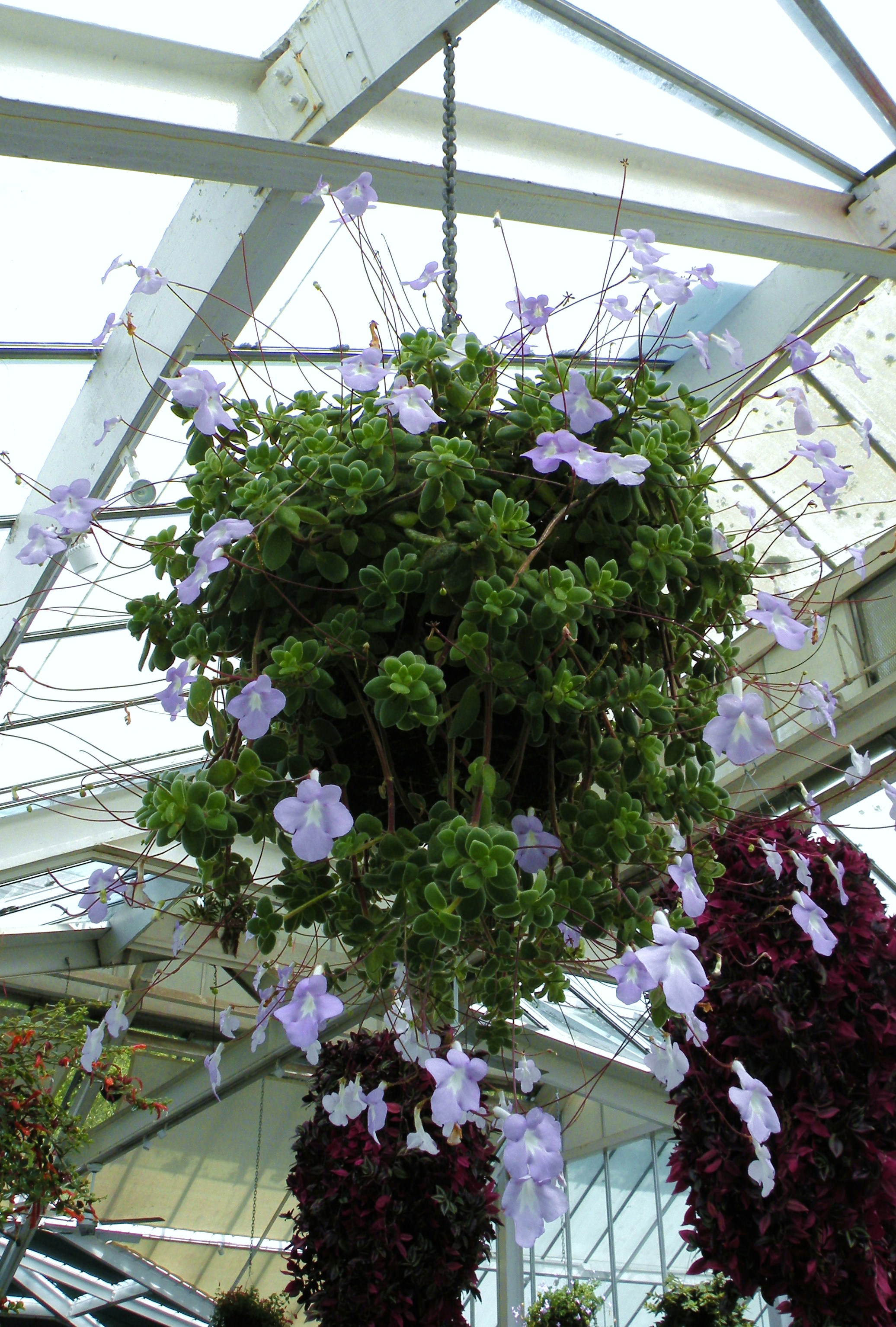
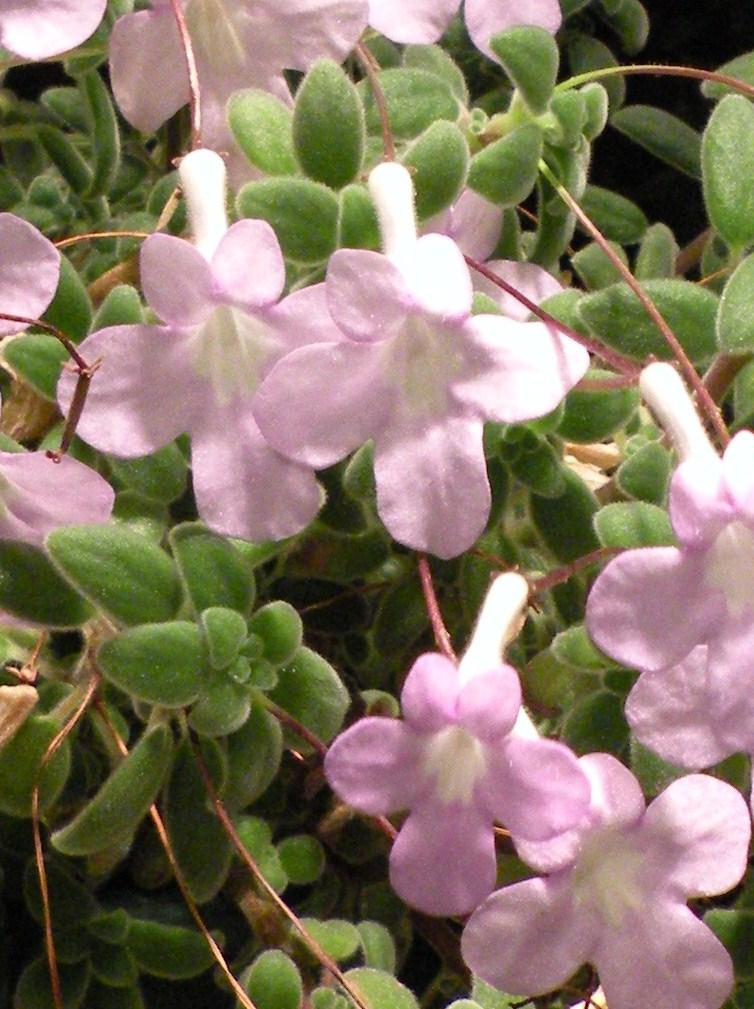
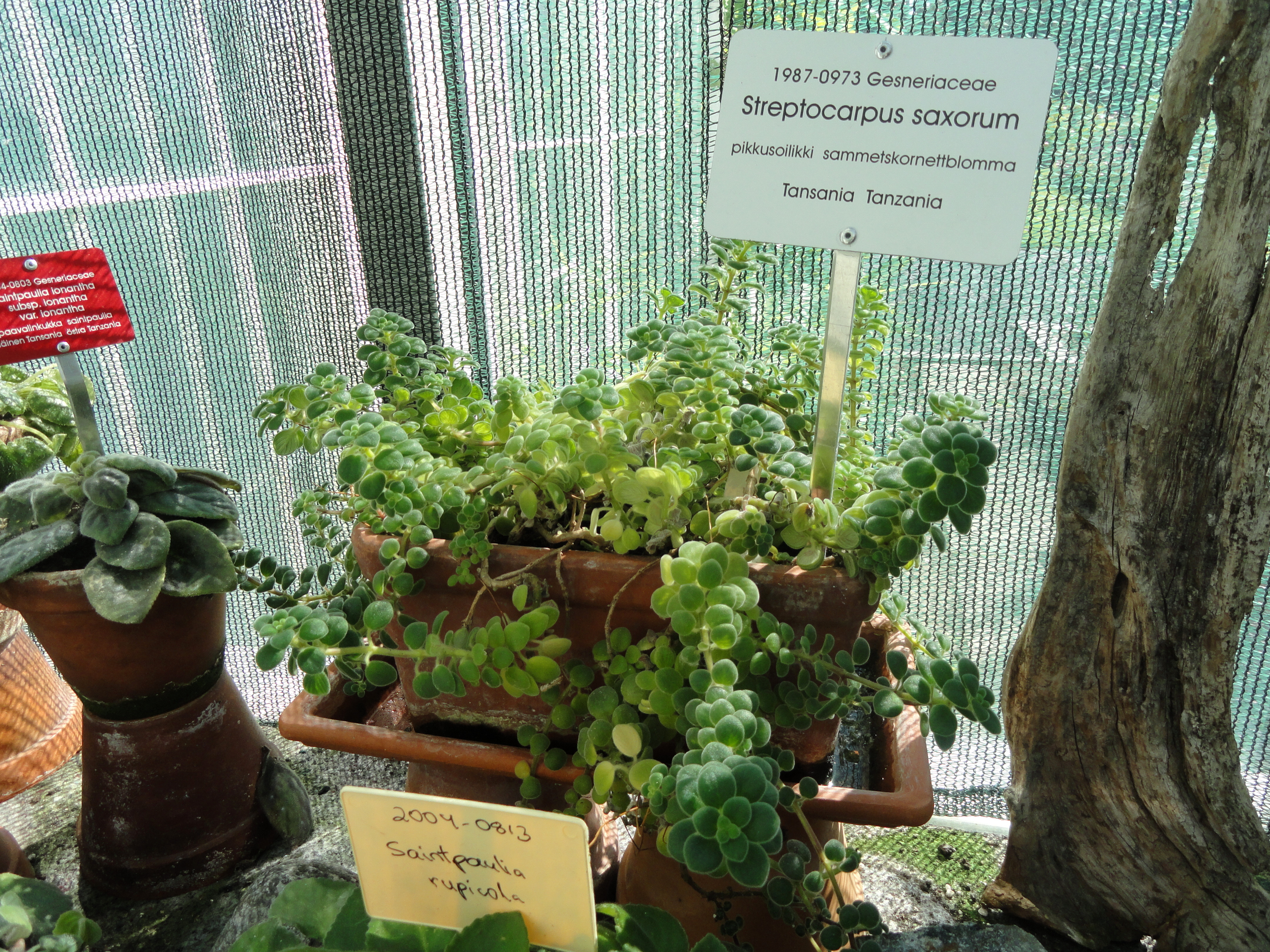
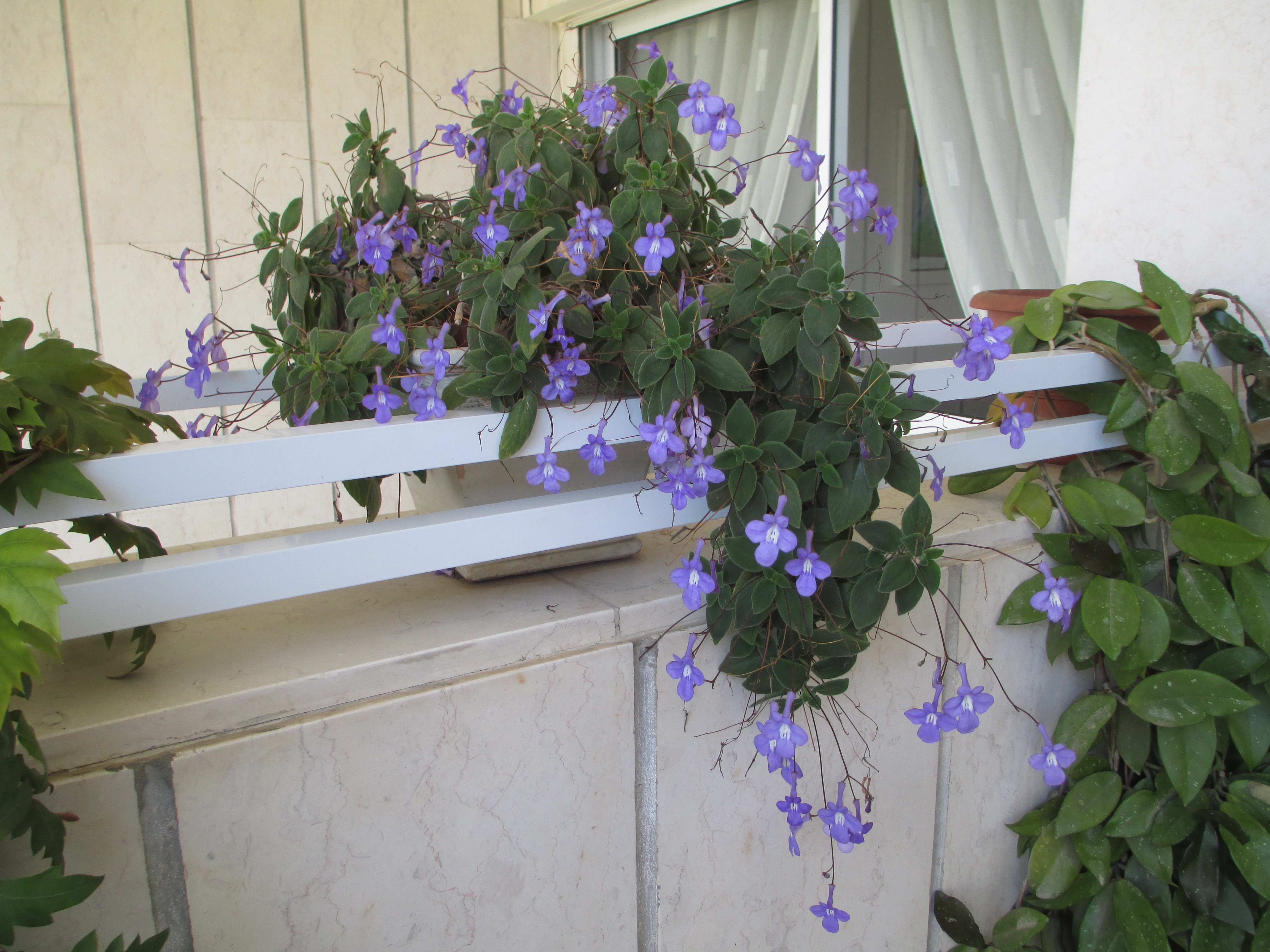